# Novelle (Sellero)
Novelle (Noéle in dialetto camuno) è la frazione del comune di Sellero, in Val Camonica (Provincia di Brescia).

## Geografia fisica

### Territorio
L'abitato di Novelle è posto a nord di Sellero, sul versante opposto della vallata rispetto a Grevo. La strada che lo collega al fondovalle si raccorda con la strada statale 42 del Tonale e della Mendola all'altezza della stazione di Cedegolo.

## Storia
Nel 1760 un incendio distrusse metà del paese.

### Ricorrenze
- 25 luglio: festa di San Giacomo, patrono.
- 4 dicembre: festa di Santa Barbara, patrona dei minatori e degli artificieri, commemorazione dei caduti sul lavoro.

## Monumenti e luoghi d'interesse

### Architetture religiose

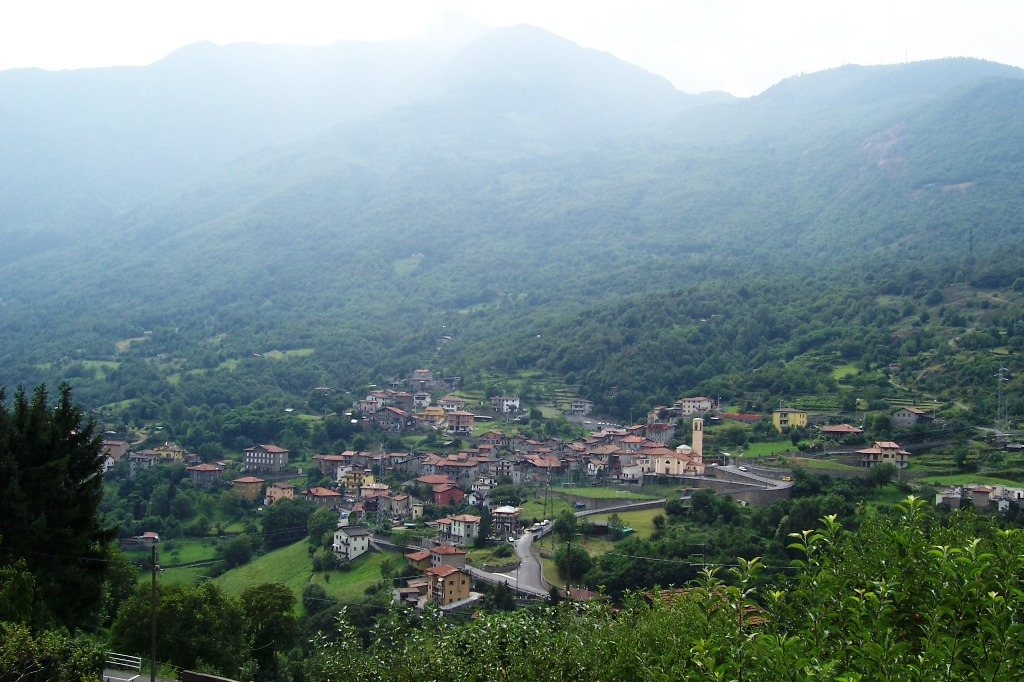
Novelle da Grevo

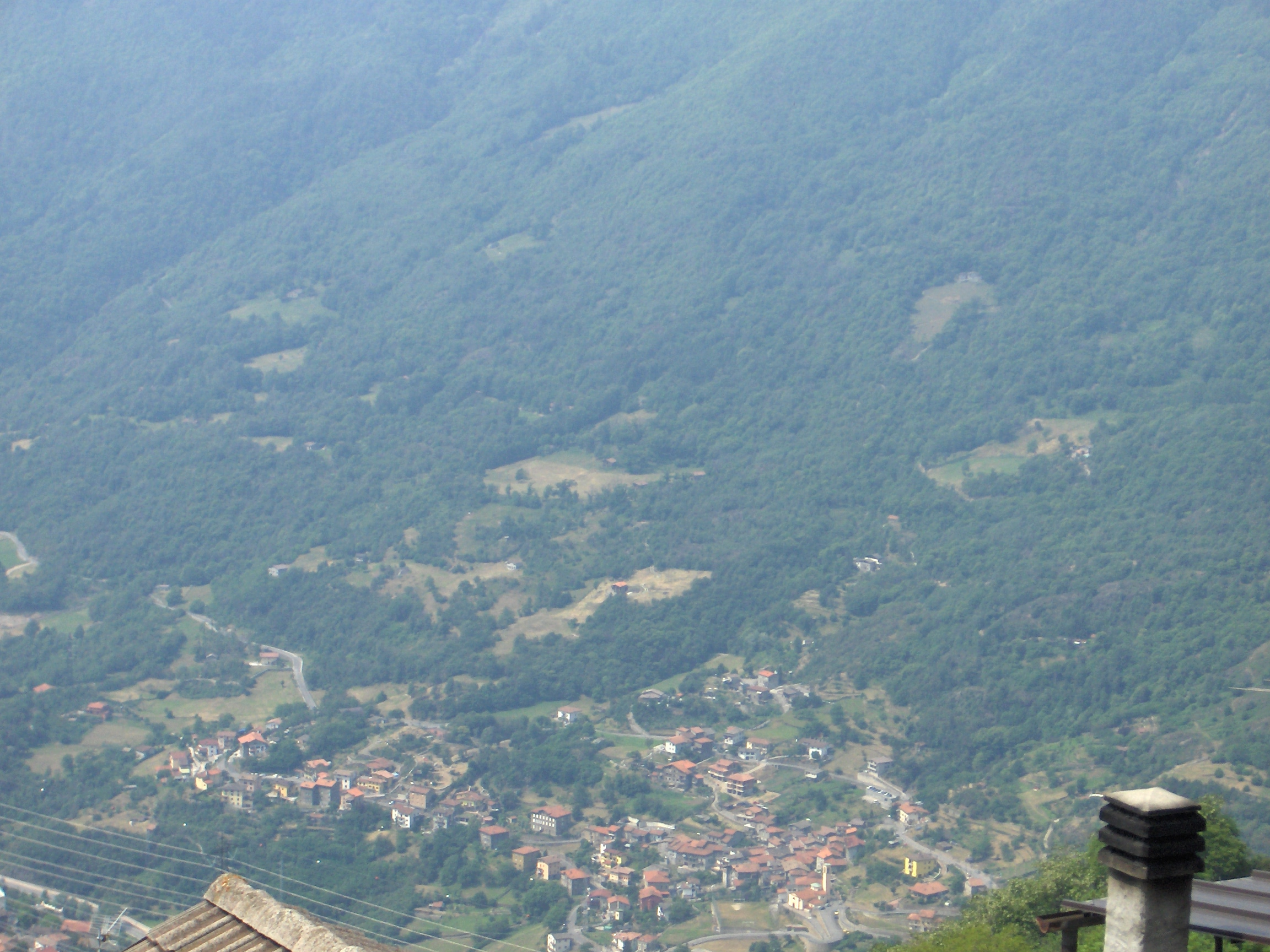
Panoramica dell'abitato di Novelle visto da Cevo

Sono apprezzabili per interesse artistico:
- Chiesa parrocchiale di San Giacomo (XVII secolo): è la parrocchiale di Novelle. Contiene un altare in pietra di Sarnico e alcuni affreschi che rappresentano diversi santi.[2]
- Chiesa del Patrocinio della Beata Vergine Maria (Casa Nòa)  piccola chiesa più antica anche della parrocchiale. Al suo interno viene conservata una statua raffigurante Santa Barbara patrona degli artificieri e dei minatori.[3]

### Architetture civili
- Il monumento agli invalidi civili.

### Parchi archeologici
Per interesse archeologico si possono visitare invece:
- Il Parco Comunale di Sellero, riguardante le incisioni rupestri della Valcamonica, che si sviluppa tra i due paesi (Sellero e Novelle).

## Società

### Tradizioni e folclore
Gli scütüm sono nei dialetti camuni dei soprannomi o nomignoli, a volte personali, altre indicanti tratti caratteristici di una comunità. Quello che contraddistingue gli abitanti di Novelle è Gàcc (gatti).

## Citazioni
(Gregorio Brunelli, «Curiosi trattenimenti contenenti ragguagli sacri e profani dei popoli camuni», 1698)